# バロック・ホウダウン
「バロック・ホウダウン」（Baroque Hoedown）はペリー&キングスレイが1967年に発表した楽曲。モーグ・シンセサイザーを使って演奏された電子音楽として、ウェンディ・カルロスの『スイッチト・オン・バッハ』に先立つものである。
ペリー&キングスレイはガーション・キングスレイとジャン=ジャック・ペリーによって1965年に結成されたユニットである。「バロック・ホウダウン」は1967年にリリースされたアルバム『カレイドスコーピック・バイブレーションズ』に収録されている。
1970年代に入ると、ディズニーランドなど各地のディズニーパークで行なわれる夜のパレード「エレクトリカルパレード」のオープニングテーマ曲に採用され、一般的にはこちらのテーマ曲として知られている。ディズニーによるこの曲の採用について、権利関係を管理していたパプリッシャーが二人には知らせなかったため、1980年になってエレクトリカルパレードを見た際に、この曲のフルオーケストラアレンジを初めて聞き、驚いたとペリーは語っている。また、2017年6月から、トヨタ自動車「アクア」のCMソングにEDM（エレクトロ・ダンス・ミュージック）でカバーされた当楽曲が使用されている。『WOW!〜ディズニーマニア2』にはゼイ・マイト・ビー・ジャイアンツによるカバーを収録する。
ラテン・アメリカでは、チェスピリートのコメディ・ヒーロー番組『エル・チャプリン・コロラド』のエンディング・テーマ曲としても知られる。

## 使用されているディズニーパークのパレード
- エレクトリカルパレード
- 東京ディズニーランド・エレクトリカルパレード・ドリームライツ
- ペイント・ザ・ナイト